# بين عبد الله باندا
بين عبد الله باندا (بالإنجليزية: Ben Abdallah Banda)‏ هو سياسي غاني، ولد في 15 أغسطس 1971. حزبياً، نشط في الحزب الوطني الجديد ‏. في الانتخابات العامة الغانية 2016، انتخب عضو البرلمان السابع لجمهورية غانا الرابعة ‏ عن دائرة Offinso South (Ghana parliament constituency) ‏ وقد انضم خلال فترته النيابية ‏ (7 يناير 2017 – )  للكتلة البرلمانية الحزب الوطني الجديد ‏.